# Antifuse-Technologie
Antifuses (engl. für Anti-Sicherungen) sind Schaltelemente in der Mikroelektronik. Sie werden häufig zur Programmierung von PLDs oder einmalprogrammierbaren (One Time Programmable – OTP) FPGAs eingesetzt.
Sie arbeiten invers zu programmierbaren Sicherungen, die bei Aktivierung irreversibel durchschmelzen (vgl. Schmelzsicherung, fuses) und so einen bestehenden Kontakt unterbrechen. Bei Antifuses wird die Isolationsschicht durch das Anlegen einer Programmierspannung irreversibel durchgebrannt und es entsteht eine niederohmige Verbindung mit geringer Kapazität.
Im Vergleich zu den ursprünglich eingesetzten Sicherungen eines FPGAs müssen nun in der Regel nur noch 2–4 % angesprochen (= programmiert) werden, um die gewünschte logische Schaltung zu realisieren. Dabei ist die Geschwindigkeit des Programmiervorgangs wesentlich höher als beim Setzen der Konfiguration in EEPROM- oder SRAM-Zellen, welche allerdings wieder zurückgesetzt werden können.
Die zur Programmierung notwendigen hohen Spannungen und Ströme werden von peripheren Schaltelementen des FPGA bereitgestellt, die aufgrund der erforderlichen Leistung deutlich mehr Platz einnehmen als die eigentliche Schaltung selbst. Im Vergleich zur Fuse-Technik sind geringere Ströme zur Programmierung erforderlich.
Da SRAM- und (E)EPROM-Zellen empfindlich gegen Höhenstrahlung sind, werden Antifuse-Logikbausteine oft in Satelliten an deren Stelle eingesetzt.